# Pseudozarba mesozona
Pseudozarba mesozona är en fjärilsart som beskrevs av George Francis Hampson 1896. Pseudozarba mesozona ingår i släktet Pseudozarba och familjen nattflyn. Inga underarter finns listade.